# Admontia nigrita
Admontia nigrita là một loài ruồi trong họ Tachinidae.